# Nikolaï Varentsov
Nikolaï Alexandrovitch Varentsov (Николай Александрович Варенцов) (1862-1947) est un entrepreneur, ingénieur et bienfaiteur russe. Il commence par produire du coton en Asie centrale et à le vendre sur le marché russe, puis se fait un nom significatif dans ce domaine. Ayant un talent d'écrivain, il laisse des Mémoires avec des détails sur les milieux manufacturiers russes et sur la vie moscovite au tournant du XIXe siècle et du XXe siècle.

## Biographie
Nikolaï Varentsov descend d'une lignée de membres de la classe des marchands de Pereslavl-Zalesski et de Moscou. En 1872, il entre à l'école de commerce de Moscou, puis à l'école technique impériale dont il sort diplômé en 1885. Il s'engage dans le commerce de gros de coton, de laine, de fourrure d'astrakan. Il effectue de longs voyages d'affaires en Asie centrale et en Europe occidentale et en quelques années devient un représentant significatif de l'industrie russe du coton en Asie centrale. De 1889 à 1905, il est membre de la Compagnie commerciale et industrielle de Moscou et en devient directeur. À partir de 1889, jusqu'en 1897, il est directeur du comité directeur de la Compagnie des manufactures Razorionov et Kormilitsyne. Jusqu'en 1918, il est président du de l'administration de la manufacture de Bolchaïa Kinechemskaïa. Il est membre du conseil de soutien du gymnasium Ejova et membre de la société de bienfaisance des prisons.
Après la Révolution d'Octobre, Varentsov est arrêté plusieurs fois par les bolchéviques. Ses usines sont nationalisées par les nouvelles lois de Lénine sur l'abolition de la propriété privée. Pendant les années de la  NEP, Varentsov organise une compagnie de négoce de tissu, mais elle ferme en 1924 avec le changement d'orientation du pouvoir. Les autorités le prennent quelque temps consultant du VSNKh dans le domaine de la production de coton et de l'industrie cotonnière, puis il sort des affaires et commence à écrire ses Mémoires. Dans ses souvenirs, Varentsov décrit la vie de la classe des marchands de Moscou, des milieux industriels et commerciaux de l'Empire russe du milieu du XIXe siècle jusqu'à la révolution, puis de la situation de l'industrie dans la nouvelle Russie soviétique jusque dans les années 1930. Il meurt en 1947 à Moscou et est enterré au cimetière de la Présentation.

### Vie privée
- Première épouse: Maria Nikolaïevna Naïdionova, fille du fameux industriel moscovite Nikolaï Alexandrovitch Naïdionov. De cette union sont issus cinq enfants.
- Seconde épouse: Olga Florentievna Perlova, de l'illustre famille des Perlov, magnats du thé.

## Adresses

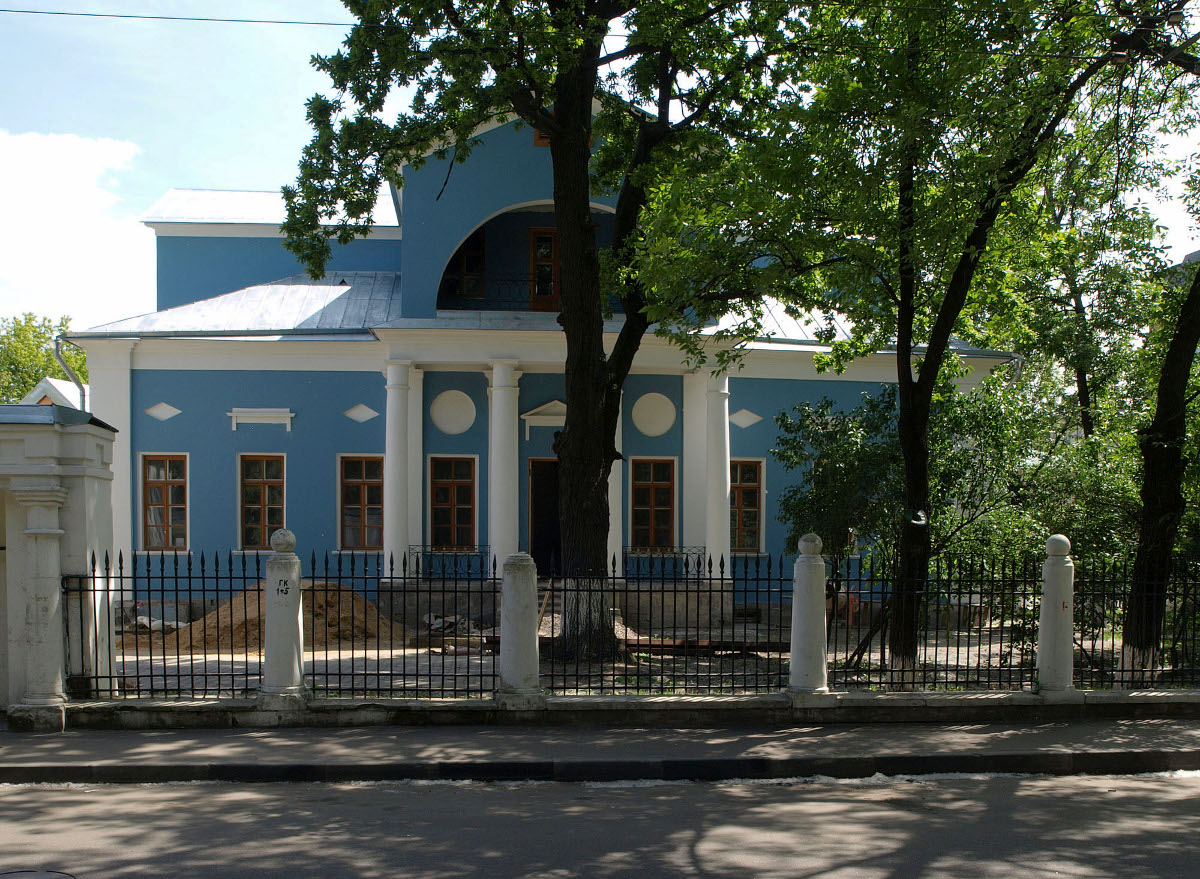
Hôtel particulier de Varentsov à Moscou.

De 1890 à 1918 (abolition de la propriété privée)  il habite dans son hôtel particulier moscovite de la ruelle Tokmakov, au n° 21. Dans les années 1920-1940, il habite au 25 rue Karl Marx (aujourd'hui rue Staraïa Basmannaïa). Avant la révolution, il possédait le domaine de Boutovo dans l'ouïezd de Moscou (aujourd'hui dans les limites de Moscou).

## Publication
- (ru) N.A. Varentsov, Слышанное. Виденное. Передуманное. Пережитое [Entendu. Vu. Changé d'avis. Expérimenté] (Mémoires), éd. Новое литературное обозрение, 2011, 848 pages,  (ISBN 978-5-86793-861-1)

## Source de la traduction
- (ru) Cet article est partiellement ou en totalité issu de l’article de Wikipédia en russe intitulé « Варенцов, Николай Александрович » (voir la liste des auteurs).